# Mięsień g-p
Mięsień g-p – mięsień wchodzący w skład genitaliów samców sieciarek.
Mięśnie g-p to para silnych mięśni łączących gonarcus z paramerami. Opisane są dla Myrmecaerulus trigrammus i Creoleon plumbeus z rodziny mrówkolwowatych. Odpowiedzialne są za ruch paramer w kierunku gonarcusa. Wchodzą w skład zespołu kopulacyjnego (ang. copulative complex) i podzespołu edagusa (aedeagal subcomplex).